# Endringhausen
Endringhausen ist eine Ortschaft im Nordosten der nordrhein-westfälischen Großstadt Remscheid. Sie liegt am Rande des Stadtbezirks Lennep nahe Lüttringhausen, östlich der A1 in Nähe der AS Remscheid-Lennep und südlich der Ortschaft Blume. Von dort führt eine Zufahrstraße in den Ort und eine weitere von der im OSten verlaufnden Diepmannsbacher Straße. Auf mehreren Bauernhöfen wird Landwirtschaft betrieben, auf dem über 300 Jahre alten Hof von Bauer Wette können auch Gesellschaftsräume mit Gastronomieservice gebucht werden.
Haus Endringhausen 10 ist das Vereinshaus des Lenneper Schützenvereins 1805 e.V.
In der Hofschaft mit zehn Gebäuden entspringt der Morsbach in einem Quellteich. Der Wiesenbach unterquert zweimal die örtliche Straße und speist im Bypass einen weiteren Teich im Dorf. 

## Geschichte
„Endrenghusen“  oder auch „Enderkusen“ nennt man im Dialekt jene Hofschaft Endringhausen, die man über die Diepmannsbacher Straße oder von der Lüttringhauser Straße aus erreicht. Sie wird als ehemalige „Lenneper Grasbürgerschaft“ bezeichnet. Das landwirtschaftliche Anwesen lag immer schon ein wenig abseits des Geschehens. 
Urkundliche Nachweise über das Bestehen des Hofes gibt es seit 1325, als der Ort unter dem Namen „Endychhusen“ genannt wird, 1348 als „Endrickhausen“ und 1487 als „Enderkußen“. Der Name selbst wird als Siedlung (-hausen) der Sippe des Endres (Andreas) gedeutet. Eine spätmittelalterliche Karte der Grenzen des alten Kirchspiels Lüttringhausen weist Endringhausen als Außenbürgerschaft Lenneps mit immerhin drei Bürgergütern aus.

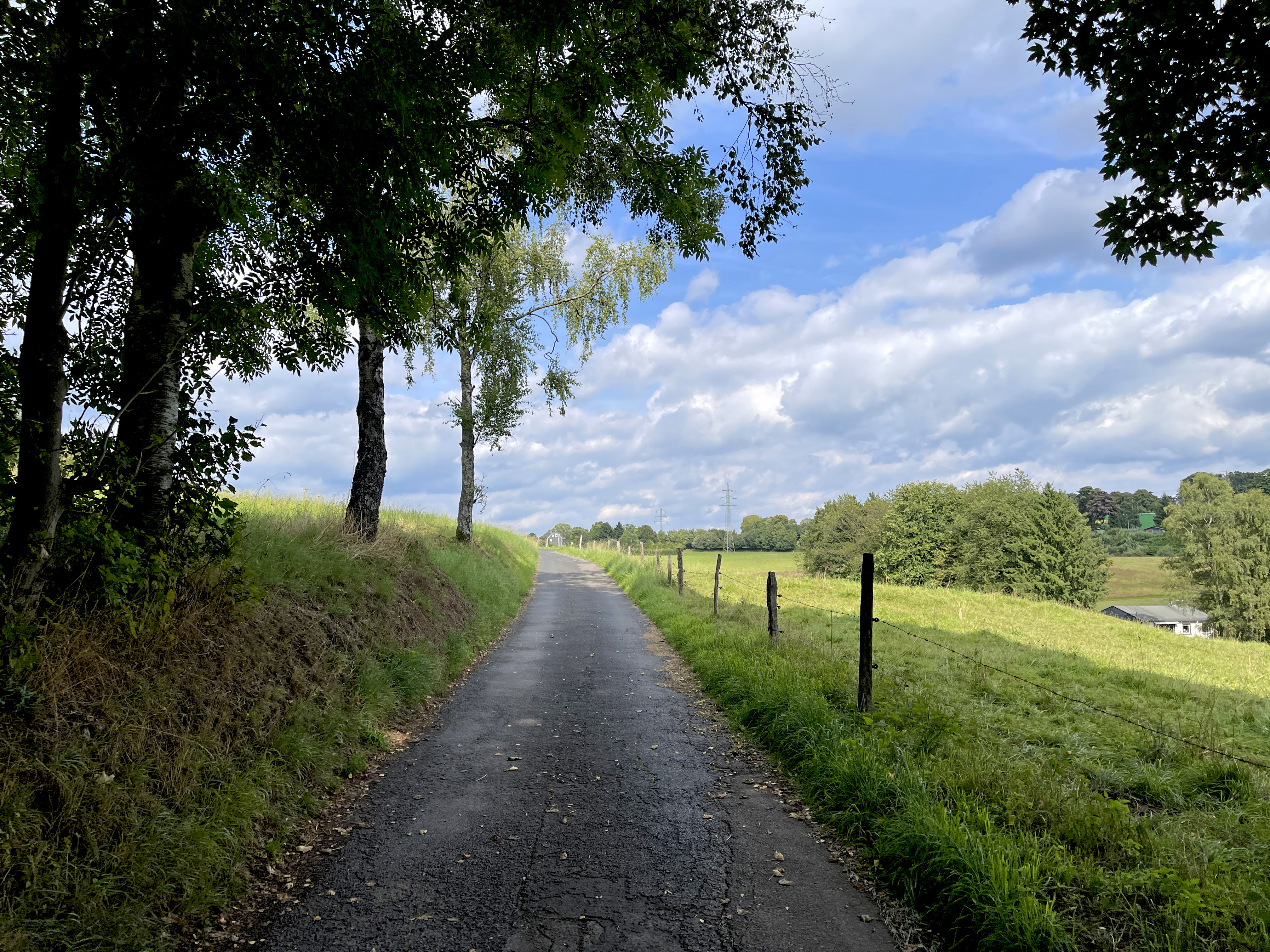
Nördl. Ortsausgang nach Blume
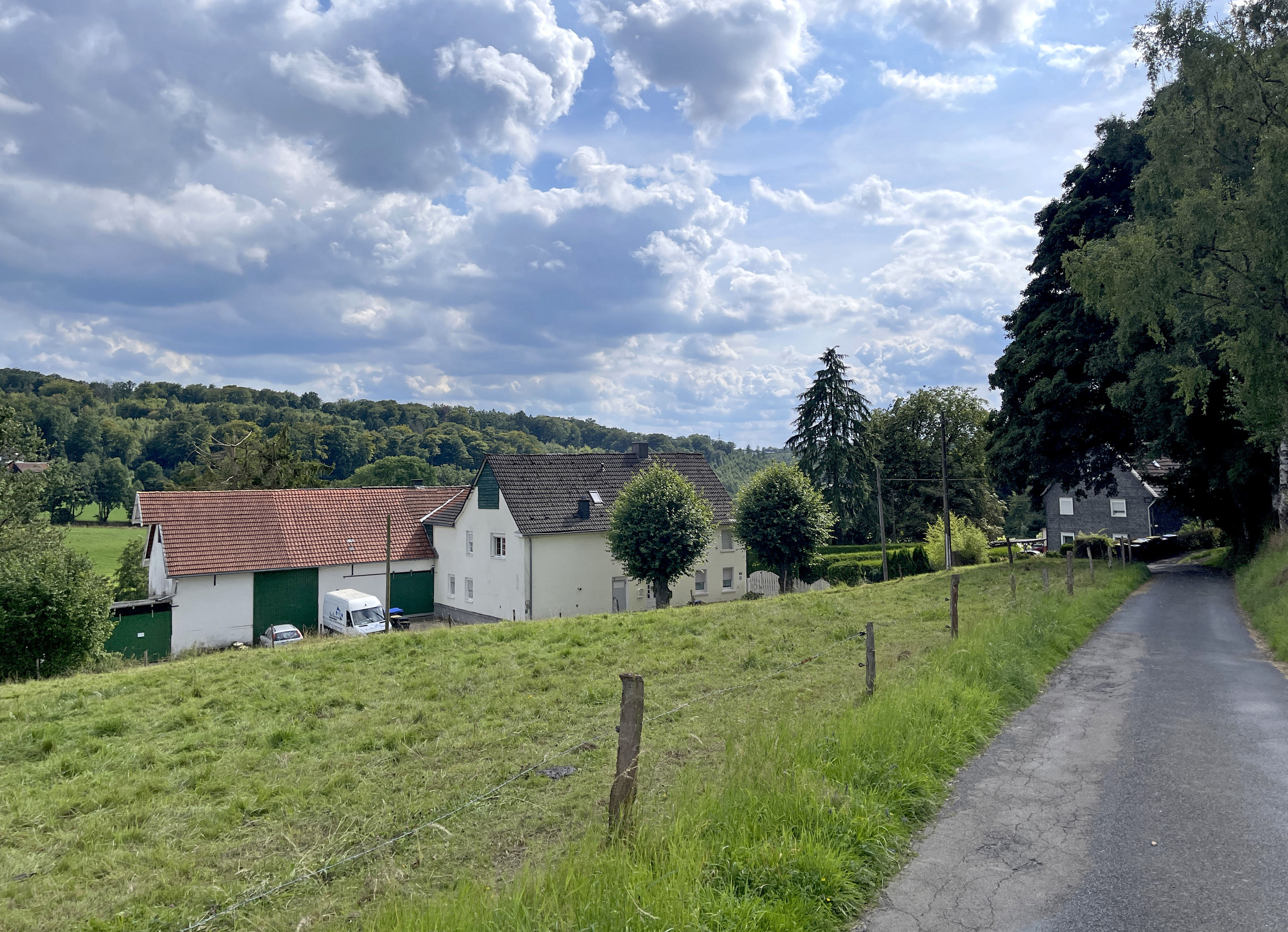
Endringhausen 6 und 7
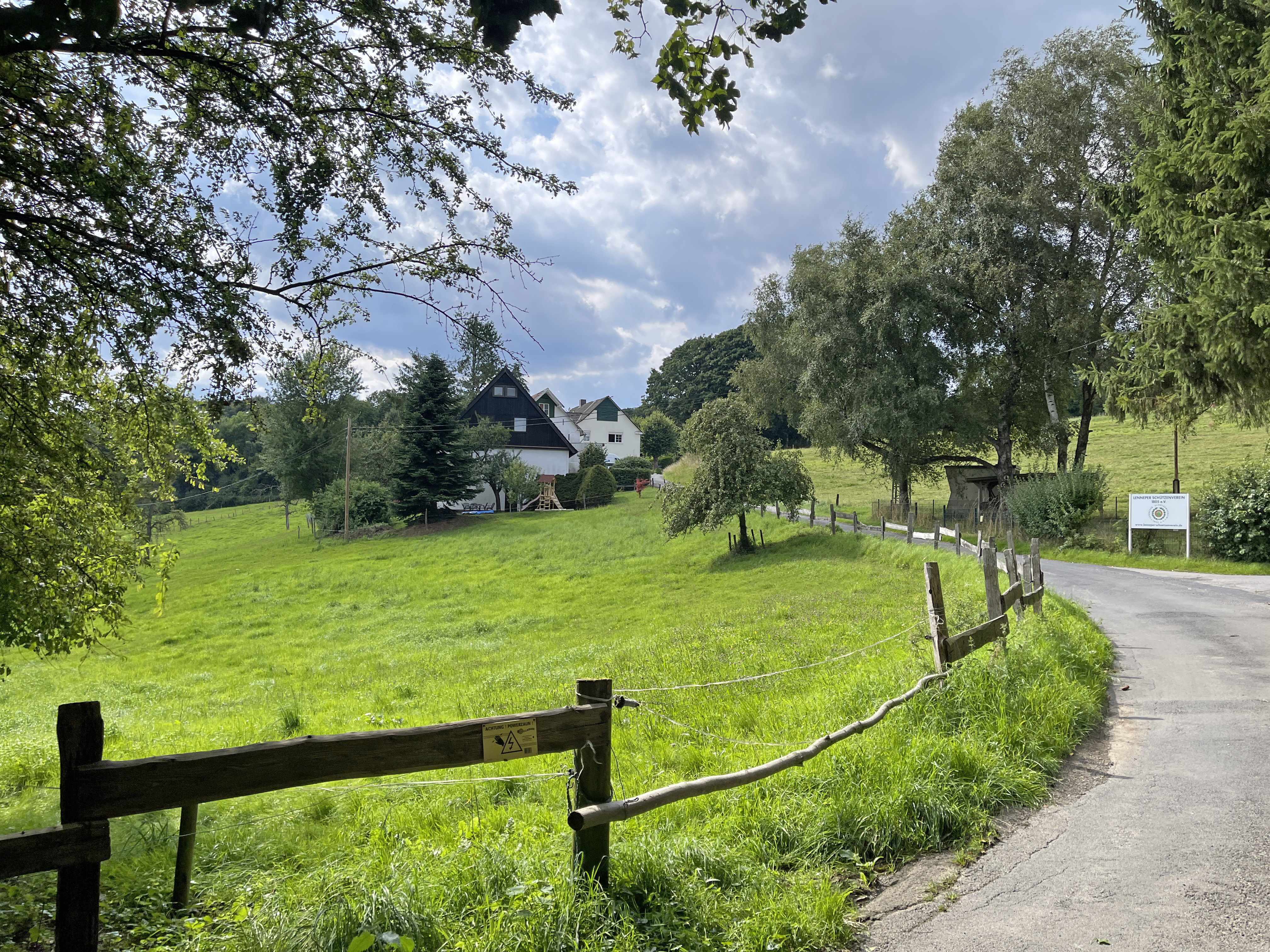
Endringhausen
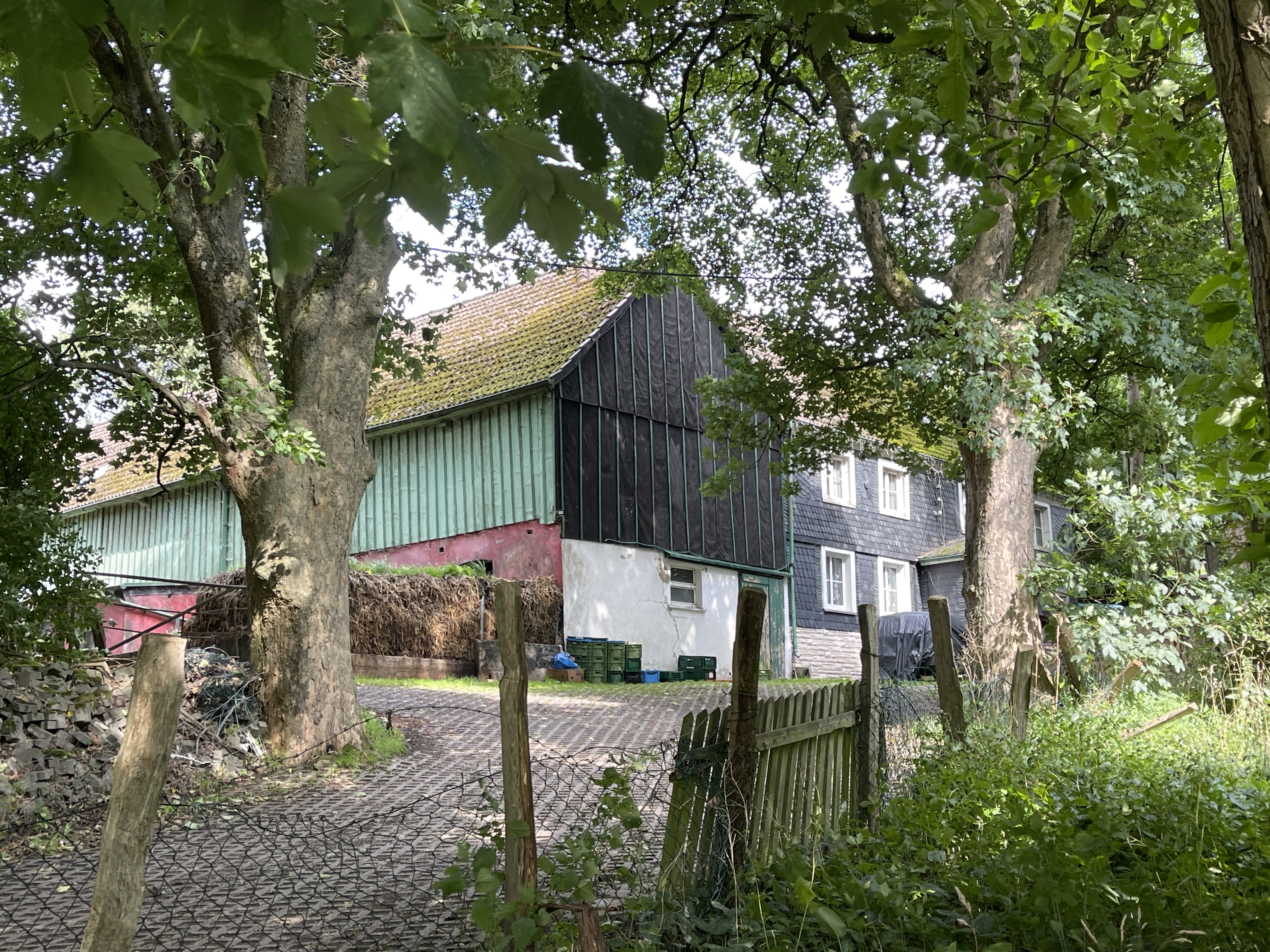
Hof Endringhausen 8
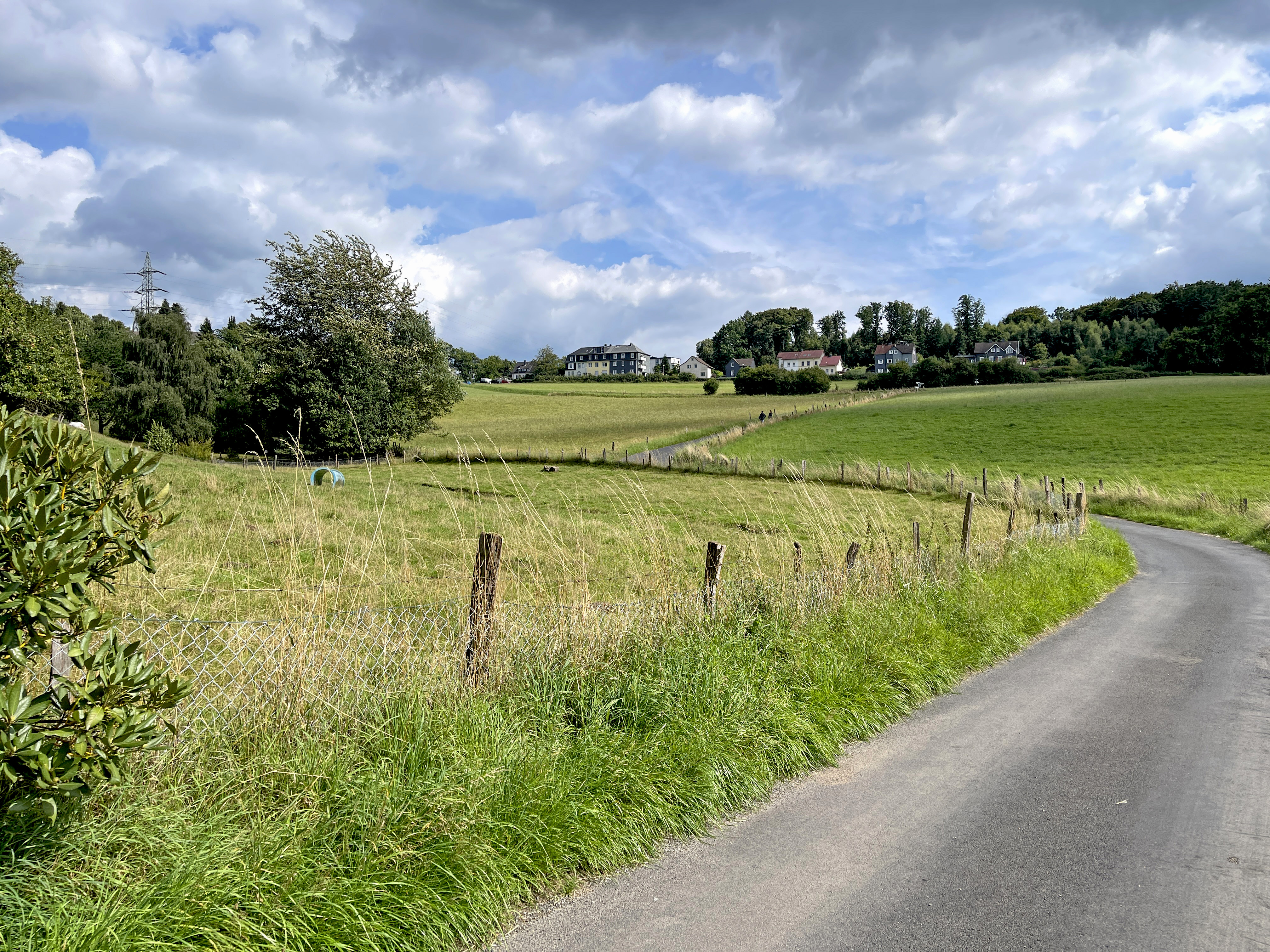
Östl. Ortsausgang
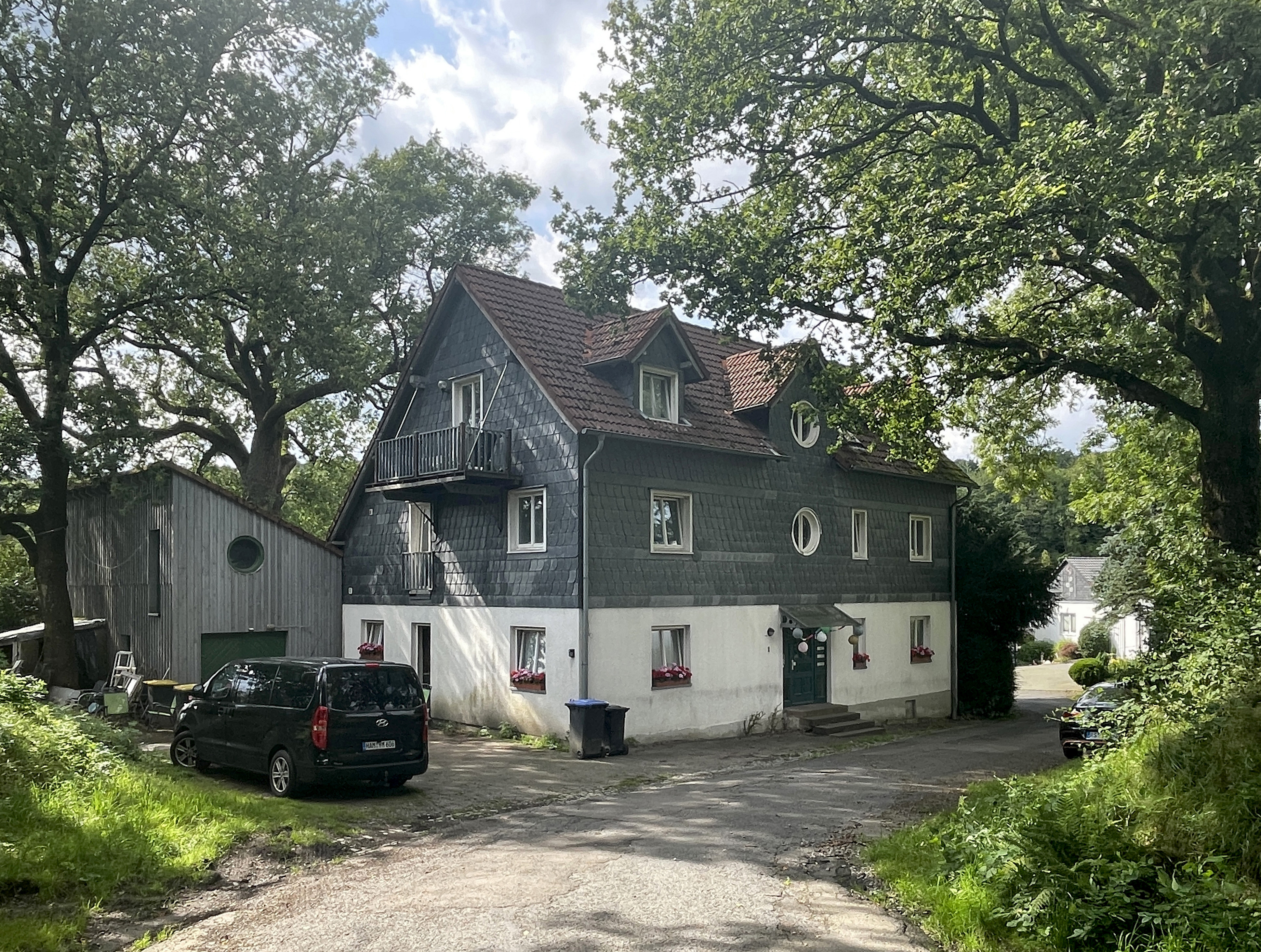
Endringhausen 1
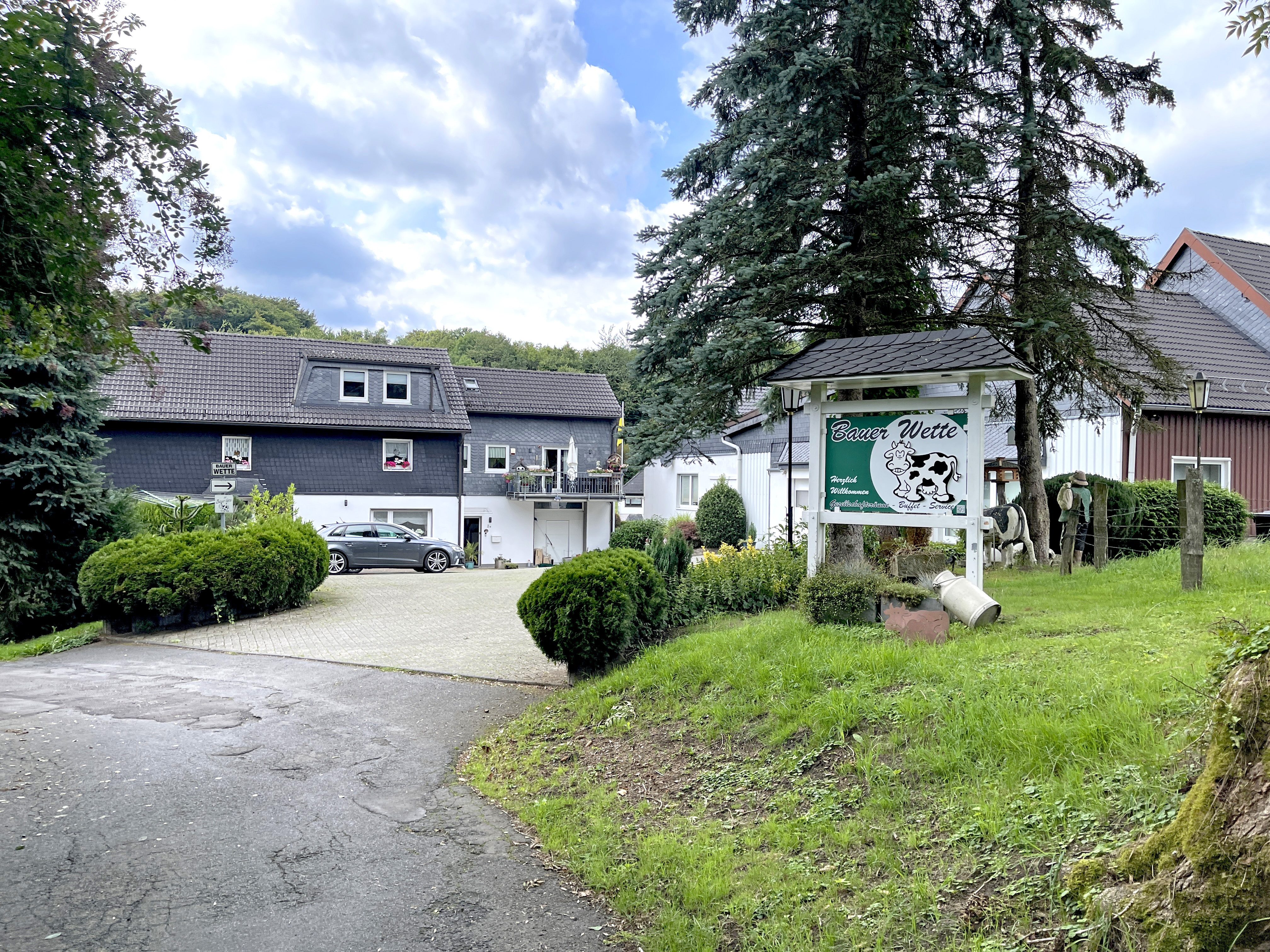
Hof Bauer Wette - Endringhausen 2
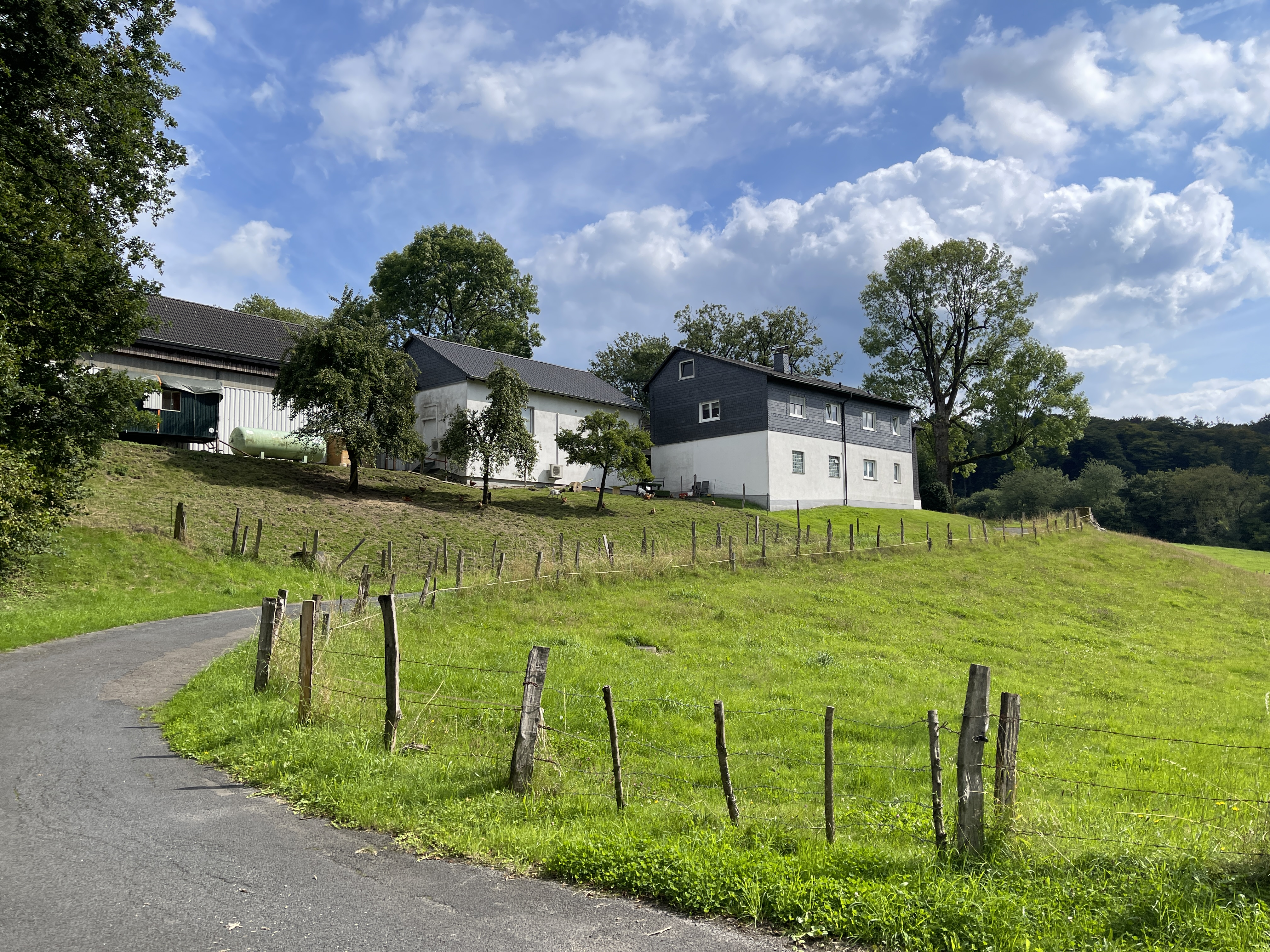
Hof Bauer Wette - Endringhausen 2
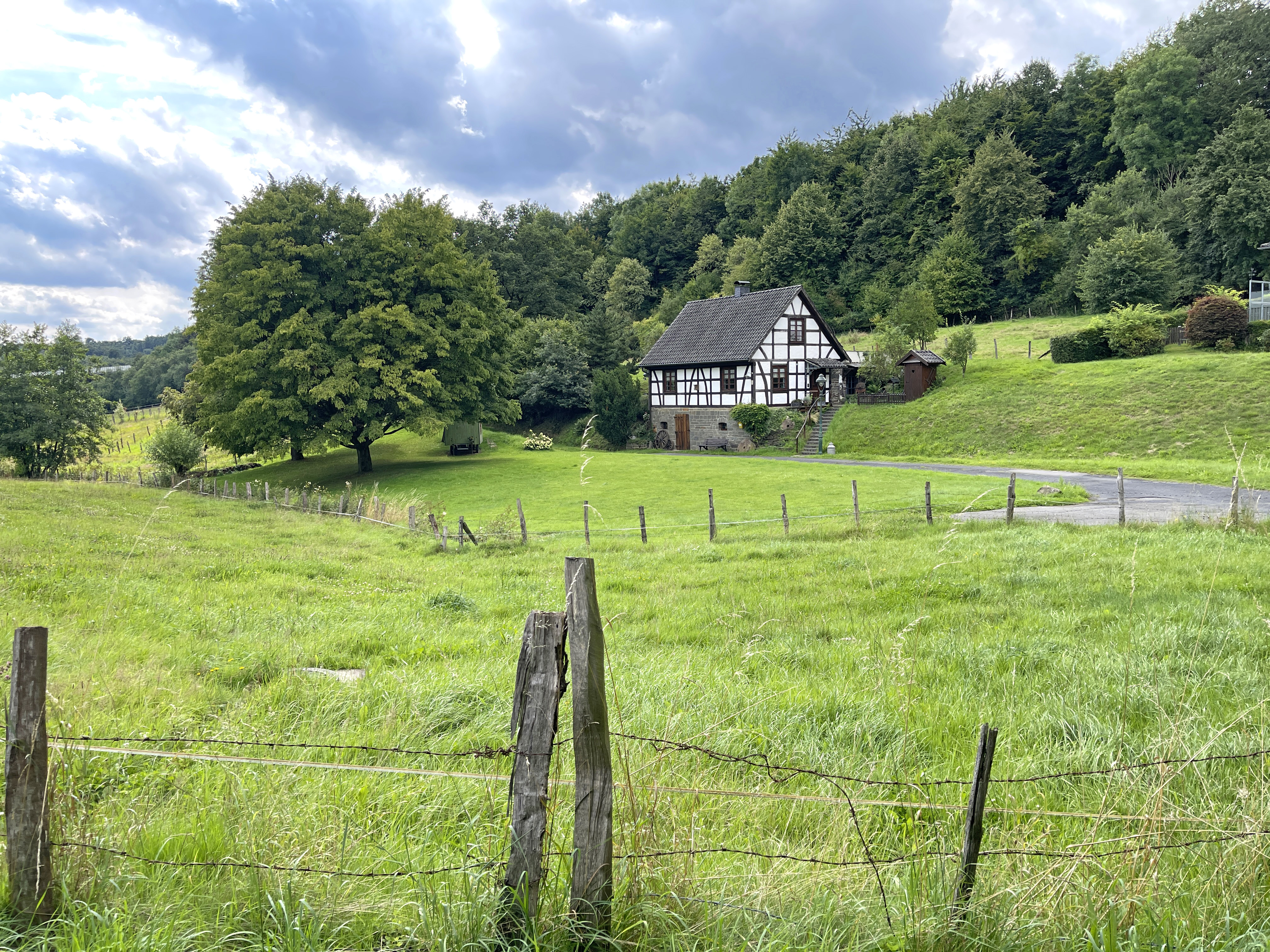
Endringhausen 4